# نظرية التطور الجزيئي المحايدة

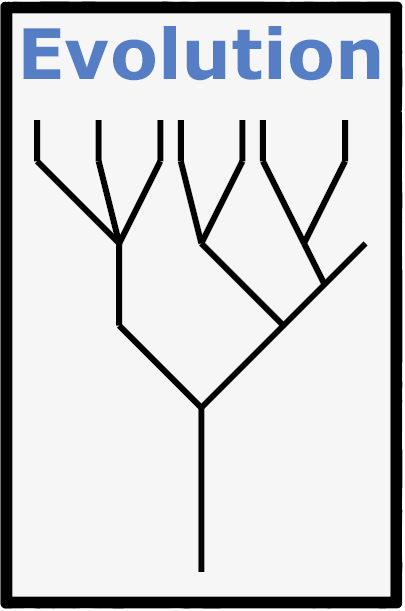

نظرية التطور الجزيئي المحايدة تنص على أنَّ معظم التغيرات التطورية على المستوى الجزيئي تعود إلى الانحراف العشوائي للمطفرات المحايدة من حيث الاصطفاء (أي أنها لا تؤثر على الصلاحية). موتو كيمورا كان من وضع هذه النظرية في أواخر الستينات وأوائل السبعينات. النظرية المحايدة تتوافق مع نظرية داروين للتطور بواسطة الاصطفاء الطبيعي: فهي تعترف بوجود التغيرات التكيفية وبأهميتها، ولكنها تفترض أنها جزء صغير من كل التغيرات التي يلاحظ أنها تثبت في تسلسلات الدنا. ومن ذلك الحين أخضعت هذه الفرضية للاختبار بالاستعانة باختبار مكدونالد-كريتمان، والنتائج لم تدعم النظرية في كل الأنواع.
تؤكِّد نظرية التطور الجزيئي المحايدة على أنَّ معظم التغيُّرات التطوريَّة التي تحدث على المستوى الجزيئي ومعظم التباين الموجود داخل الأنواع لا ينجم عن الانتقاء الطبيعي بل يعود للانحراف الجيني بشكلٍ أساسي، ويمكن تعريف الطفرات المحايدة بأنَّها تلك التي لا تؤثر على قدرة الكائن الحي على البقاء والتكاثر، وتسمح نظرية التطور الجزيئي المحايدة بإمكانية أن تكون معظم الطفرات ضارة أو غير مفيدة ولكنَّها من جهة أخرى ترى أنَّ هذه الطفرات يتمُّ إزالتها بسرعة وفعالية عن طريق الانتقاء الطبيعي، ولذلك فهي لا تقدِّم مساهمات هامة في الاختلاف داخل الأنواع الحيَّة وحتى فيما بينها على المستوى الجزيئي، وتفترض هذه النظريَّة أيضاً أنَّ مصير الطفرات المحايدة يتحدِّد من خلال الانحراف الوراثي العشوائي.
تمَّ اقتراح النظريَّة من قبل عالم الأحياء الياباني موتو كيمورا عام 1968، وعالمي الأحياء الأمريكيَّين جاك ليستر كينغ وتوماس جوكز عام 1969، ووصفها كيمورا بالتفصيل في كتابه النظريَّة الطبيعيَّة للتطور الجزيئي الصادر عام 1983، وفقاً لكيمورا يمكن تطبيق النظريَّة على التطور على المستوى الجزيئي في حين أنَّ التطوري الشكلي أو الظاهري يتمُّ التحكم به عن طريق الانتقاء الطبيعي كما افترض تشارلز داروين من قبل، حدث جدل واسع بعد النظرية المحايدة حول مفهوم «الاختلاف المحايد» وحول تفسير أنماط الانحراف الجزيئي وكيفيَّة حدوث تعدُّد الأشكال، بلغ هذا الجدل ذروته في سبعينات وثمانينات القرن الماضي، ومع ذلك تمَّ العثور على أدلَّة كثيرة تثبت حصول الاختيار على المستوى الجزيئي منذ ذلك الوقت وحتى الآن.

## نظرة عامة
كان العديد من العلماء كفيريس (1962)، ويوشيدا (1965) يعتقدون أنَّ الطفرات المحايدة شائعة وموجودة على نطاق واسع، لاحقاً اقترح كيمورا (1968)، وكينغ وجوكز (1969) نظريَّة شاملة ومتماسكة حول التطور الجزيئي المحايد.
أوضح كيمورا وكينغ وجوكز أنَّه عند مقارنة جينات الأنواع الحيَّة فإنَّ الغالبيَّة العظمى من الاختلافات الجزيئيَّة ستكون «محايدة» بشكل انتقائي، أي أنَّ التغيُّرات الجزيئيَّة التي تمثِّلها هذه الاختلافات لا تؤثر على تكيُّف الكائنات الحيَّة وتناسبها مع البيئة، وتعتبر النظريَّة أيضاً أنَّ هذه الصفات الجينيَّة لا تخضع للانتقاء الطبيعي ولا يمكن تفسيرها من خلاله، تقترح الفرضيَّة الثانية للنظرية المحايدة أنَّ معظم التغيُّرات التطوريَّة هي نتيجة للانحراف الوراثي الذي يعمل على أليلات محايدة وبعد ظهوره عن طريق الطفرة قد يصبح الأليل المحايد أكثر شيوعاً بين الأفراد عبر الانحراف الوراثي، في أغلب الأحيان تضيع هذه الطفرات وتصبح مهملة وفي حالات قليلة تصبح ثابتة ويستمر وجودها في الأجيال القادمة، ساهم العديد من علماء الأحياء الجزيئية وعلماء الوراثة في تطوير النظريَّة المحايدة والتي تختلف عن النظريَّة الداروينية الحديثة.
لا تنكر النظريَّة المحايدة حدوث الانتقاء الطبيعي، يقول هيغز: «يُميِّز علماء الأحياء التطوُّريُّون عادةً بين نوعين رئيسيِّين من الانتقاء الطبيعي: الانتقاء التفضيلي الذي يقوم بالقضاء على الطفرات الضارة والتخلُّص منها، والانتقاء الإيجابي (الدارويني) الذي يدعم بقاء الطفرات المفيدة ويُعزِّزها»، وفي مقالٍ آخر يقول هيغز إنَّ الانتقاء الإيجابي نادر نسبيَّاً ولكنَّه ذو أهميَّة كبيرة جداً لأنَّه يُمثِّل خروجاً عن المعيار المألوف، ويقدِّم ني نيو رؤية أكثر عموميَّة وحداثة للتطور الجزيئي.

## النقاش بين المحايد والانتقائي
أحدث نشر كيمورا لنظريَّته نقاشاً ساخناً حول نسب الأليلات المحايدة مقابل غير المحايدة في أي جين معين، ولم يكن النقاش يدور حول ما إذا كان الانتقاء الطبيعي يحدث أم لا، بل هل التطوُّر الجزيئي يسيطر عليه تطوُّر محايد بشكل انتقائي، ولكن على المستوى الشكلي والظاهري فمن المحتمل أنَّ التغيُّرات في الصفات والخصائص كان يسيطر عليها الانتقاء الطبيعي بدلاً من الانحراف الوراثي.
وفقاً لنظرية التطوُّر الجزيئي المحايدة يجب أن تكون كميَّة الاختلاف الوراثي داخل الأنواع متناسبة مع الحجم الفعلي للأفراد، في حين أنَّ المستويات العالية من التنوَّع الوراثي كانت إحدى الحجج الأصليَّة التي تدعم النظرية المحايدة فإنَّ «مفارقة التباين» كانت واحدة من أقوى الحجج ضدَّها، وعلى كلِّ حال هناك عدد كبير من الطرق الإحصائية للتحقُّق فيما إذا كانت النظريَّة المحايدة وصفاً دقيقاً وجيداً للتطور.

## نظرية التطور الجزيئي شبه المحايدة
تعتبر نظرية التطور الجزيئي شبه المحايدة تعديلاً على نظرية التطور الجزيئي المحايدة التي تبحث في الطفرات الضارَّة أو المفيدة بشكل قليل على المستوى الجزيئي، وكان توموكو أوتا قد وضع نظرية التطور الجزيئي شبه المحايدة عام 1973 وهي تتحدث فقط عن الطفرات الضارة، وتمَّ توسيعها في بداية التسعينات لتشمل الطفرات النافعة، في حين كانت نظرية موتو كيمورا المحايدة الأصلية قد اقتصرت فقط على الطفرات التي لا تتأثر بالانتقاء الطبيعي، أمَّا نظرية التطور شبه المحايدة تقوم بالتنبؤ بالعلاقة بين عدد الأفراد ومعدَّل التطور الجزيئي ففي التجمُّعات الكبيرة تكون قوة الانحراف الجيني أضعف، وهذه الآلية تستطيع جعل الطفرات الضارَّة قليلاً موجودة وثابتة في التجمُّع الكبير وسيحدث التطور ببطئ أكثر في التجمُّعات الأصغر نسبيَّاً.

## موتو كيمورا
يشتهر عالم الأحياء الياباني موتو كيمورا بنظريَّة التطور الجزيئي المحايدة التي كان أول من اقترحها في عام 1968، وأصبح أحد أكثر علماء الوراثة النظريين شهرةً ونفوذاً، اعتبره جيمس كرو واحداً من أعظم علماء الوراثة التطوريَّة على الإطلاق.
ولد كيمورا في أوكازاكي وأبدى اهتماماً بعلم النبات منذ سن مبكرة على الرغم من تميُّزه في الرياضيات والهندسة، لاحقاً وخلال عمله في إحدى المختبرات النباتية عرف كيف يجمع بين الرياضيات وعلم الأحياء في مجال الإحصاء الحيوي، غادر المدرسة الثانويَّة بشكلٍ مبكِّر بعد اندلاع الحرب العالميَّة الثانية والتحق بجامعة كيوتو الإمبراطوريَّة عام 1944 ودرس علم النبات في كلية الزراعة، الأمر الذي سمح له بتجنُّب الخدمة الإلزاميَّة، وانضمَّ إلى مختبر كيهارا بعد الحرب وساهم في إدخال أسس علم الوراثة الأجنبيَّة إلى اليابان، انضمَّ في عام 1949 إلى المعهد الوطني لعلم الوراثة في شيزوكا، ونشر أول ورقة علميَّة عام 1953 والتي كان لها تأثير كبير في مستقبله المهني، اجتمع في صيف عام 1953 مع عالم الوراثة الأمريكية دانكان ماكدونالد الذي كان عضواً من لجنة ضحايا القنبلة النوويَّة وساعده لدخول كلية الدراسات العليا في جامعة أيوا في صيف عام 1953، ولكنَّ كيمورا لاحظ أنَّ جامعة أيوا تقيدُ نشاطاته بشكلٍ كبير ولذلك قرَّر الانتقال إلى جامعة ويسكونسن من أجل مزيد من حريَّة العمل والبحث، ومن أجل الانضمام إلى نخبة من علماء الوراثة الأمريكيِّين كنيوتون مورتون وسيول رايت.
تعتبر سنة 1968 نقطة التحوُّل الرئيسيَّة في حياة كيمورا، ففي تلك السنة قدَّم نظريته المعروفة بنظريَّة التطور الجزيئي المحايدة، وهي تقوم على مبدأ أنَّ الغالبيَّة العظمى من التغيُّرات الوراثيَّة على المستوى الجزيئي محايدة فيما يتعلّق بالانتقاء الطبيعي ممَّا يجعل من الانحراف الوراثي عاملاً أساسيَّاً في حدوث التطوُّر، وكانت نظريَّة كيمورا مثيرة للجدل منذ طرحها، فقد تلقَّت دعماً من العديد من علماء البيولوجيا الجزيئيَّة وعارضها الكثير من علماء الأحياء التطوريَّة، وقد قضى كيمورا بقيَّة حياته في تطوير نظريّته والدفاع عنها، وبعد تطور التقنيَّات التجريبيَّة وازدياد المعرفة بقوانين الوراثة ومبادئها وسَّع كيمورا نطاق نظريَّتة المحايدة وقدَّم نماذج رياضيَّة لاختبارها وتجريبها، وفي عام 1983 نشر كتابه الشهير «النظريَّة الطبيعيَّة للتطور الجزيئي» دعم وعزَّز فيه نظريته، ولاحقاً نشر كتاباً بعنوان «آرائي حول التطور» وكان أحد أكثر الكتب مبيعاً في اليابان.
حاز كيمورا على وسام داروين من الجمعيَّة الملكيَّة في عام 1992، وفي العام التالي انتخب عضواً أجنبيَّاً في الجمعيَّة الملكيَّة، في آخر حياته عانى كيمورا من الضعف التدريجي الناجم عن مرض التصلب الجانبي الضموري وتوفي عام 1994.